# Luiz Felipe Scolari
Luiz Felipe Scolari, conosciuto come Felipão (Passo Fundo, 9 novembre 1948), è un allenatore di calcio, ex calciatore e dirigente sportivo brasiliano, ricopre il ruolo di direttore tecnico del Grêmio.
Conclusa una modesta carriera da calciatore, condotta esclusivamente in patria, Scolari si è successivamente affermato come allenatore alla guida di prestigiosi club brasiliani come il Grêmio e il Palmeiras, vincendo la Coppa Libertadores nel 1995 e nel 1999. Due volte commissario tecnico della Nazionale brasiliana (tra il 2001 e il 2002 e, di nuovo, tra il 2012] e il 2014), ha guidato la seleção alla vittoria del campionato mondiale nel 2002 e della Confederations Cup nel 2013. Da commissario tecnico della nazionale portoghese è stato vicecampione d'Europa al campionato casalingo del 2004, nonché il quarto posto finale ai mondiali 2006 e i quarti di finale all'europeo 2008.
Nel 2015, grazie alla vittoria della AFC Champions League con i cinesi del Guangzhou Evergrande, è diventato il secondo allenatore della storia, dopo l'italiano Marcello Lippi, ad aver conquistato le massime competizioni internazionali per club di due continenti diversi (America e Asia).

## Biografia
Il cognome Scolari è italiano; il nonno paterno dell'allenatore, emigrato in Brasile, era originario di Cologna Veneta. In virtù di ciò, Scolari ha ottenuto la cittadinanza italiana nel 2002 e parla fluentemente la lingua veneta, detta talian in Brasile.
Nel corso della sua carriera è stato soprannominato Felipão (in portoghese) e Big Phil (in inglese), entrambi accrescitivi del suo secondo nome di battesimo Felipe (Philip in inglese, corrispondente all'italiano Filippo).

## Carriera

### Allenatore

#### Gli esordi e le vittorie con Grêmio e Palmeiras
Dopo aver terminato la sua carriera da calciatore, ha cominciato quella da allenatore nel 1982 con il CSA. Nel 1987, alla guida del Grêmio vinse il Campionato Gaúcho e la Coppa del Brasile. Dopo aver allenato per un anno il Criciúma, dove anche vince la Coppa del Brasile nel 1991, e dopo le prime esperienze all'estero, in Arabia Saudita e con la nazionale del Kuwait, è tornato al Grêmio nel 1993 vincendo una Coppa Libertadores.
Successivamente ha seduto sulle panchine di Palmeiras (dal 1997 al 2000), vincendo una Coppa Libertadores nel 1999, e Cruzeiro (dal 2000 al 2001).

#### Nazionale brasiliana
Il 13 giugno 2001 dopo la brutta figura rimediata alla Confederations Cup divenne il nuovo commissario tecnico della Nazionale brasiliana in sostituzione dell'esonerato Émerson Leão. Prese la squadra al quinto posto del proprio girone, a rischio di non qualificarsi per il Mondiali. Malgrado l'eliminazione in Copa América per mano dell'Honduras, i verdeoro riuscirono a strappare un biglietto per la fase finale del torneo.
La Seleção superò a punteggio pieno un girone abbordabile, nel quale emerse la rivelazione turca. In seguito eliminò Belgio ed Inghilterra, prima di sconfiggere nuovamente i turchi. La finalissima oppose i sudamericani alla Germania, messa al tappeto da una doppietta di Ronaldo.

#### Nazionale portoghese
Subito dopo la vittoria del titolo iridato, passò ad allenare la selezione portoghese. Già qualificati all'Europeo 2004 in quanto nazione ospitante, i lusitani sostennero solamente amichevoli in vista del torneo. La manifestazione si concluse con il secondo posto, a seguito della sconfitta in finale contro la sorprendente Grecia di Otto Rehhagel; gli ellenici avevano battuto i padroni di casa anche nel match inaugurale.
Due anni più tardi, ai mondiali in Germania, la compagine si presentò come una delle principali favorite. Lo stesso Scolari indicò la partecipazione ai quarti di finale come obiettivo minimo; vinto il proprio girone, i lusitani si spinsero fino alle semifinali, dove capitolarono contro la Francia. Il piazzamento finale fu il quarto posto, dopo aver perso con i tedeschi (a vincere il mondiale fu invece l'Italia di Marcello Lippi). Sempre la Mannschaft, all'Europeo 2008, sconfisse i portoghesi nei quarti di finale.

#### Chelsea
Nell'estate 2008 il tecnico, che già da tempo aveva annunciato l'addio alla selezione portoghese, firmò con il Chelsea. L'esperienza fu di breve durata, poiché dopo una serie di polemiche sorte in autunno, venne esonerato nel febbraio 2009. In quel momento i Blues, che avevano raggiunto la fase ad eliminazione diretta della Champions League, si trovavano a 7 punti dal primo posto in campionato.

#### Bunyodkor e ritorno al Palmeiras
Il 9 giugno 2009 sottoscrive un contratto di 18 mesi con il Bunyodkor, squadra uzbeka dove militava Rivaldo, appena fresca del suo primo titolo nazionale e della sua prima coppa di Uzbekistan.
Il 29 maggio 2010 lascia il Bunyodkor. Il 13 giugno seguente firma per la squadra di club che gli ha dato maggiore notorietà in carriera, il Palmeiras portandolo al 10º posto in campionato. L'anno seguente si piazza all'11º posto e il 14 settembre 2012 viene esonerato in seguito agli scarsi risultati ottenuti con la squadra che a dicembre retrocederà.

#### Ritorno alla Nazionale brasiliana
In seguito all'esonero di Mano Menezes, il 29 novembre 2012 viene ingaggiato dalla Federcalcio brasiliana come nuovo commissario tecnico della Nazionale verdeoro. Per Scolari si tratta di un ritorno alla guida della selezione brasiliana, esperienza che però che si rivelerà poco positiva. Dopo la vittoria della FIFA Confederations Cup 2013 la squadra gioca il Mondiale 2014 in casa, concludendo però al quarto posto e subendo due sonore sconfitte, nella finale per il terzo posto con l'Olanda per 0-3 e soprattutto in semifinale contro la Germania (poi campione del mondo) per 1-7, sconfitta resa celebre dalla stampa con il titolo di Mineirazo. Il 14 luglio 2014, terminata la rassegna iridata, Scolari rassegna le dimissioni.

#### Gremio
Subito dopo il 29 luglio firma per il Gremio tornando alla guida del club dopo 18 anni. Viene eliminato ai ottavi di finale nella Coppa del Brasile per 2 a 0 dal Santos Chiude il campionato al 7º posto. Il 29 maggio 2015 con la squadra al 13º posto rassegna le dimissioni.

#### Guangzhou
Il 4 giugno seguente firma per i cinesi del Guangzhou sostituendo l’esonerato Fabio Cannavaro. Nella sua prima stagione con il club cinese vince all’ultima giornata il campionato e la Champions League asiatica. Partecipa alla Coppa del mondo per club arrivando fine in semifinale dove viene battuto dal Barcellona per 3 a 0. Il secondo anno inizia con la vittoria della Supercoppa Cinese battendo il Jiangsu Suning per 2 a 0. Il 24 ottobre 2016 rinnova il suo contratto per un'altra stagione con opzione per la successiva. Vince la Coppa della Cina battendo in finale io Jiangsu Suning e vince di nuovo il campionato. Il terzo anno alla guida dei cinesi vince la Supercoppa Cinese battendo il Jiangsu Suning per 1 a 0. Viene eliminato in semifinale dalla Coppa della Cina dal Shanghai SPIG, il 20 ottobre 2017 annuncia che non rinnoverà il contratto in scadenza. Il mese successivo Scolari vince il suo terzo campionato cinese consecutivo. Il 16 novembre lascia ufficialmente la squadra.

#### Ancora al Palmeiras
Il 27 luglio 2018 ritorna per la terza volta al Palmeiras in sostituzione dell’esonerato Roger Machado, firmando un biennale. Prende la squadra al sesto posto in campionato. Al debutto con i Verdão pareggia 0-0 in trasferta contro l’América Mineiro. Nella Coppa del Brasile ai sedicesimi di finale batte il Sampaio Corrêa e ai quarti di finale viene eliminato dall’Internacional ai calci di rigore. Nella Coppa Libertadores elimina ai ottavi di finale il Cerro Porteño, ai quarti di finale il Colo-Colo e in semifinale viene eliminato dal Boca Juniors. Il 25 novembre batte in trasferta per 1-0 il Vasco da Gama e si aggiudica il campionato Brasiliano con un turno d’anticipo e a 5 punti dalla seconda. L’anno seguente partecipa al Campionato Paulista dove arriva primo al proprio girone e si qualifica per la fase successiva. Ai quarti di finale riesce a eliminare il Novorizontino, ma in semifinale viene eliminato dal San Paolo ai calci di rigore. Nella Coppa Libertadores riesce a superare il proprio girone al primo posto. Nella fase a eliminazione supera gli ottavi di finale battendo gli argentini del Godoy Cruz e ai quarti di finale viene eliminato dal Grêmio con la regola dei gol fuori casa. Il 2 settembre 2019 all’indomani della sconfitta per 3-0 contro il Flamengo in campionato viene esonerato. Lascia il club al terzo posto in campionato e totalizzando 56 partite (35 vittorie, 14 pareggi e 7 sconfitte).

#### Cruzeiro
Il 16 ottobre 2020 viene nominato nuovo tecnico del Cruzeiro, raggiungendo col club allenato già vent'anni prima, un accordo valido fino al termine dell'anno solare 2022, con opzione di incarico dirigenziale per l'anno successivo. Prende in mano la squadra al diciannovesimo posto in Série B e termina il campionato all’undicesimo posto con sei punti di penalizzazione.
Il 25 gennaio 2021 lascia l'incarico per le difficoltà economiche in cui versa il club.

#### L'ennesimo ritorno al Gremio
Il 7 luglio 2021 firma un contratto con il Grêmio, approdando per la quarta volta sulla panchina della squadra di Porto Alegre. L'11 ottobre successivo, in accordo con la società, risolve il suo contratto.

#### Athletico Paranaense e Atletico Mineiro
Il 5 maggio 2022 viene nominato allenatore e direttore tecnico dell’Athletico Paranaense, prendendo la squadra quintultima con una sconfitta e tre pareggi nelle prime quattro giornate del Campionato Brasiliano.
Il 14 novembre seguente annuncia il ritiro dalla carriera di allenatore, continuando però a ricoprire il ruolo di direttore tecnico dell'Atletico Paranaense.
Il 18 giugno 2023 torna sui suoi passi e diventa l'allenatore dell'Atletico Mineiro firmando un contratto fino al dicembre 2024.

## Statistiche

### Statistiche da allenatore

#### Club
Statistiche aggiornate al 3 ottobre 2024; in grassetto le competizioni vinte.
| Stagione                    | Squadra                     | Campionato                  | Campionato | Campionato | Campionato | Campionato | Coppe nazionali | Coppe nazionali | Coppe nazionali | Coppe nazionali | Coppe nazionali | Coppe continentali | Coppe continentali | Coppe continentali | Coppe continentali | Coppe continentali | Altre coppe  | Altre coppe | Altre coppe | Altre coppe | Altre coppe | Totale | Totale | Totale | Totale | % Vittorie | Piazzamento |
| Stagione                    | Squadra                     | Comp                        | G          | V          | N          | P          | Comp            | G               | V               | N               | P               | Comp               | G                  | V                  | N                  | P                  | Comp         | G           | V           | N           | P           | G      | V      | N      | P      | %          | Piazzamento |
| --------------------------- | --------------------------- | --------------------------- | ---------- | ---------- | ---------- | ---------- | --------------- | --------------- | --------------- | --------------- | --------------- | ------------------ | ------------------ | ------------------ | ------------------ | ------------------ | ------------ | ----------- | ----------- | ----------- | ----------- | ------ | ------ | ------ | ------ | ---------- | ----------- |
| 1982                        | CSA                         | Al+A                        | ?+8        | ?+1        | ?+4        | ?+3        | -               | -               | -               | -               | -               | -                  | -                  | -                  | -                  | -                  | -            | -           | -           | -           | -           | 8      | 1      | 4      | 3      | 12,50      | 1°          |
| 1982                        | Juventude                   | G                           | 22         | 5          | 8          | 9          | -               | -               | -               | -               | -               | -                  | -                  | -                  | -                  | -                  | -            | -           | -           | -           | -           | 22     | 5      | 8      | 9      | 22,73      | 6°          |
| 1983                        | Brasil de Pelotas           | G                           | 38         | 13         | 14         | 11         | -               | -               | -               | -               | -               | -                  | -                  | -                  | -                  | -                  | -            | -           | -           | -           | -           | 38     | 13     | 14     | 11     | 34,21      | 2°          |
| 1984-1985                   | Al-Shabab                   | SPL                         | 22         | 14         | 6          | 2          | KC              | 1               | 0               | 0               | 1               | -                  | -                  | -                  | -                  | -                  | -            | -           | -           | -           | -           | 23     | 14     | 6      | 3      | 60,87      | 2°          |
| 1985-1986                   | Al-Shabab                   | SPL                         | 16         | 2          | 10         | 4          | KC              | 2               | 0               | 2               | 0               | -                  | -                  | -                  | -                  | -                  | -            | -           | -           | -           | -           | 18     | 2      | 12     | 4      | 11,11      | 8°          |
| Totale Al-Shabab            | Totale Al-Shabab            | Totale Al-Shabab            | 38         | 16         | 16         | 6          |                 | 3               | 0               | 2               | 1               |                    | -                  | -                  | -                  | -                  |              | -           | -           | -           | -           | 41     | 16     | 18     | 7      | 39,02      |             |
| 1986                        | Brasil de Pelotas           | G                           | 26         | 7          | 10         | 9          | -               | -               | -               | -               | -               | -                  | -                  | -                  | -                  | -                  | -            | -           | -           | -           | -           | 26     | 7      | 10     | 9      | 26,92      | 8°          |
| Totale Brasil de Pelotas    | Totale Brasil de Pelotas    | Totale Brasil de Pelotas    | 64         | 20         | 24         | 20         |                 | -               | -               | -               | -               |                    | -                  | -                  | -                  | -                  |              | -           | -           | -           | -           | 64     | 20     | 24     | 20     | 31,25      |             |
| 1986-1987                   | Juventude                   | CB+G                        | 8+26       | 2+11       | 4+13       | 2+2        | -               | -               | -               | -               | -               | -                  | -                  | -                  | -                  | -                  | -            | -           | -           | -           | -           | 34     | 13     | 17     | 4      | 38,24      | 6°          |
| Totale Juventude            | Totale Juventude            | Totale Juventude            | 56         | 18         | 25         | 13         |                 | -               | -               | -               | -               |                    | -                  | -                  | -                  | -                  |              | -           | -           | -           | -           | 56     | 18     | 25     | 13     | 32,14      |             |
| 1987                        | Grêmio                      | G+A                         | 15+15      | 9+7        | 6+4        | 0+4        | -               | -               | -               | -               | -               | -                  | -                  | -                  | -                  | -                  | -            | -           | -           | -           | -           | 30     | 16     | 10     | 4      | 53,33      | Sub. 5°     |
| 1988                        | Goias                       | Go                          | 34         | 24         | 8          | 2          | -               | -               | -               | -               | -               | -                  | -                  | -                  | -                  | -                  | -            | -           | -           | -           | -           | 34     | 24     | 8      | 2      | 70,59      | 2º          |
| 1988-1989                   | Al-Qadisiya                 | PL                          | 14         | 6          | 2          | 6          | EC              | 4               | 4               | 0               | 0               | -                  | -                  | -                  | -                  | -                  | -            | -           | -           | -           | -           | 18     | 10     | 2      | 6      | 55,56      | 3º          |
| 1989-1990                   | Al-Qadisiya                 | PL                          | 21         | 7          | 6          | 8          | EC              | 2               | 0               | 0               | 2               | -                  | -                  | -                  | -                  | -                  | -            | -           | -           | -           | -           | 23     | 7      | 6      | 10     | 30,43      | 5º          |
| 1990                        | Coritiba                    | B                           | 3          | 0          | 0          | 3          | -               | -               | -               | -               | -               | -                  | -                  | -                  | -                  | -                  | -            | -           | -           | -           | -           | 3      | 0      | 0      | 3      | &0,00      | Sub. Dimis. |
| 1991                        | Criciúma                    | Cat+B                       | 39+14      | 20+5       | 13+3       | 6+6        | CB              | 10              | 6               | 4               | 0               | -                  | -                  | -                  | -                  | -                  | -            | -           | -           | -           | -           | 63     | 31     | 20     | 12     | 49,21      | 5º          |
| 1991                        | Al-Ahli                     | SPL                         | 11         | 7          | 2          | 2          | -               | -               | -               | -               | -               | -                  | -                  | -                  | -                  | -                  | -            | -           | -           | -           | -           | 11     | 7      | 2      | 2      | 63,64      | Resc. cons. |
| 1992                        | Al-Qadisiya                 | PL                          | 14         | 9          | 2          | 3          | EC              | 4               | 3               | 1               | 0               | -                  | -                  | -                  | -                  | -                  | -            | -           | -           | -           | -           | 18     | 12     | 3      | 3      | 66,67      | 1º          |
| Totale Al-Qadisiya          | Totale Al-Qadisiya          | Totale Al-Qadisiya          | 49         | 22         | 10         | 17         |                 | 10              | 7               | 1               | 2               |                    | -                  | -                  | -                  | -                  |              | -           | -           | -           | -           | 59     | 29     | 11     | 19     | 49,15      |             |
| 1993                        | Grêmio                      | A                           | 14         | 6          | 3          | 5          | -               | -               | -               | -               | -               | -                  | -                  | -                  | -                  | -                  | SS           | 4           | 1           | 1           | 2           | 18     | 7      | 4      | 7      | 38,89      | 4°          |
| 1994                        | Grêmio                      | G+A                         | 44+25      | 19+9       | 12+6       | 13+10      | CB              | 10              | 6               | 4               | 0               | CON                | 2                  | 0                  | 2                  | 0                  | SS           | 4           | 1           | 2           | 1           | 85     | 35     | 26     | 24     | 41,18      | 12°         |
| 1995                        | Grêmio                      | G+A                         | 36+23      | 17+9       | 12+4       | 7+10       | CB              | 10              | 4               | 3               | 3               | CL                 | 14                 | 8                  | 4                  | 2                  | CCM+SS+CInt  | 3+4+1       | 1+2+0       | 1+1+1       | 1+1+0       | 91     | 41     | 26     | 24     | 45,05      | 12°         |
| 1996                        | Grêmio                      | G+A                         | 21+29      | 12+14      | 6+6        | 3+9        | CB              | 8               | 5               | 2               | 1               | CL                 | 6                  | 3                  | 1                  | 2                  | RS+CCM+SS+CO | 1+3+2+1     | 1+0+0+0     | 0+0+1+0     | 0+3+1+1     | 71     | 35     | 16     | 20     | 49,30      | 1°          |
| 1997                        | Júbilo Iwata                | J1                          | 10         | 6          | 0          | 4          | CdL             | 6               | 4               | 2               | 0               | -                  | -                  | -                  | -                  | -                  | -            | -           | -           | -           | -           | 16     | 10     | 2      | 4      | 62,50      | Risoluz.    |
| 1998                        | Palmeiras                   | A1/SP+A                     | 12+26      | 5+15       | 4+3        | 3+8        | CB              | 12              | 6               | 4               | 2               | CM                 | 13                 | 11                 | 1                  | 1                  | R-SP         | 8           | 5           | 1           | 2           | 71     | 42     | 13     | 16     | 59,15      | 7°          |
| 1999                        | Palmeiras                   | A1/SP+A                     | 20+21      | 10+8       | 6+7        | 4+6        | CB              | 10              | 6               | 3               | 1               | CL+CM              | 14+12              | 7+5                | 2+3                | 5+4                | R-SP+CInt    | 6+1         | 2+0         | 0+0         | 4+1         | 84     | 38     | 21     | 25     | 45,24      | 10°         |
| 2000                        | Palmeiras                   | A1/SP                       | 18         | 9          | 5          | 4          | CB              | 4               | 0               | 2               | 2               | CL                 | 14                 | 7                  | 3                  | 4                  | R-SP         | 10          | 7           | 2           | 1           | 46     | 23     | 12     | 11     | 50,00      | Dimis.      |
| 2000                        | Cruzeiro                    | CJH                         | 30         | 14         | 12         | 4          | -               | -               | -               | -               | -               | CM                 | 8                  | 4                  | 1                  | 3                  | CC           | 2           | 0           | 1           | 1           | 40     | 18     | 14     | 8      | 45,00      | 3°          |
| 2001                        | Cruzeiro                    | MG                          | 17         | 9          | 3          | 5          | -               | -               | -               | -               | -               | CL                 | 10                 | 7                  | 3                  | 0                  | CSM+CC       | 10+4        | 6+2         | 4+1         | 0+1         | 41     | 24     | 11     | 6      | 58,54      | Risoluz.    |
| 2008-feb. 2009              | Chelsea                     | PL                          | 25         | 14         | 7          | 4          | FACup+CdL       | 3+2             | 2+1             | 1+1             | 0+0             | UCL                | 6                  | 3                  | 2                  | 1                  | -            | -           | -           | -           | -           | 36     | 20     | 11     | 5      | 55,56      | Eson.       |
| 2009                        | Bunyodkor                   | UL                          | 19         | 17         | 2          | 0          | UCup            | 5               | 4               | 0               | 1               | ACL                | 2                  | 1                  | 0                  | 1                  | -            | -           | -           | -           | -           | 26     | 21     | 2      | 1      | 80,77      | Sub. 1°     |
| 2010                        | Bunyodkor                   | UL                          | 9          | 7          | 2          | 0          | UCup            | 1               | 1               | 0               | 0               | ACL                | 7                  | 3                  | 1                  | 3                  | -            | -           | -           | -           | -           | 17     | 11     | 3      | 3      | 64,71      | Dimis.      |
| Totale Bunyodkor            | Totale Bunyodkor            | Totale Bunyodkor            | 28         | 24         | 4          | 0          |                 | 6               | 5               | 0               | 1               |                    | 9                  | 4                  | 1                  | 4                  |              | -           | -           | -           | -           | 43     | 33     | 5      | 5      | 76,74      |             |
| 2010                        | Palmeiras                   | A                           | 31         | 10         | 11         | 10         | -               | -               | -               | -               | -               | CS                 | 8                  | 5                  | 1                  | 2                  | -            | -           | -           | -           | -           | 39     | 15     | 12     | 12     | 38,46      | Sub. 10°    |
| 2011                        | Palmeiras                   | A1/SP+A                     | 21+38      | 13+11      | 6+17       | 2+10       | CB              | 7               | 6               | 0               | 1               | CS                 | 2                  | 1                  | 0                  | 1                  | -            | -           | -           | -           | -           | 68     | 31     | 23     | 14     | 45,59      | 10°         |
| 2012                        | Palmeiras                   | A1/SP+A                     | 20+24      | 10+5       | 6+5        | 4+14       | CB              | 10              | 8               | 2               | 0               | CS                 | 2                  | 1                  | 0                  | 1                  | -            | -           | -           | -           | -           | 56     | 24     | 13     | 19     | 42,86      | Resc. cons. |
| 2014                        | Grêmio                      | A                           | 25         | 12         | 6          | 7          | CB              | 1               | 0               | 0               | 1               | -                  | -                  | -                  | -                  | -                  | -            | -           | -           | -           | -           | 26     | 12     | 6      | 8      | 46,15      | Sub. 7°     |
| 2015                        | Grêmio                      | G+A                         | 20+2       | 11+0       | 5+1        | 4+1        | CB              | 3               | 3               | 0               | 0               | -                  | -                  | -                  | -                  | -                  | -            | -           | -           | -           | -           | 25     | 14     | 6      | 5      | 56,00      | Eson.       |
| 2015                        | Guangzhou E.                | CSL                         | 17         | 12         | 5          | 0          | CC              | -               | -               | -               | -               | ACL                | 6                  | 3                  | 3                  | 0                  | Cmc          | 3           | 1           | 0           | 2           | 26     | 16     | 8      | 2      | 61,54      | Sub. 1°     |
| 2016                        | Guangzhou E.                | CSL                         | 30         | 19         | 7          | 4          | CC              | 8               | 5               | 3               | 0               | ACL                | 6                  | 2                  | 2                  | 2                  | SdC          | 1           | 1           | 0           | 0           | 45     | 27     | 12     | 6      | 60,00      | 1°          |
| 2017                        | Guangzhou E.                | CSL                         | 30         | 20         | 4          | 6          | CC              | 6               | 3               | 0               | 3               | ACL                | 10                 | 4                  | 4                  | 2                  | SdC          | 1           | 1           | 0           | 0           | 47     | 28     | 8      | 11     | 59,57      | 1°          |
| Totale Guangzhou Evergrande | Totale Guangzhou Evergrande | Totale Guangzhou Evergrande | 77         | 51         | 16         | 10         |                 | 14              | 8               | 3               | 3               |                    | 22                 | 9                  | 9                  | 4                  |              | 5           | 3           | 0           | 2           | 118    | 71     | 28     | 19     | 60,17      |             |
| 2018                        | Palmeiras                   | A                           | 22         | 16         | 6          | 0          | CB              | 4               | 1               | 2               | 1               | CL                 | 6                  | 3                  | 1                  | 2                  | -            | -           | -           | -           | -           | 32     | 20     | 9      | 3      | 62,50      | Sub. 1°     |
| 2019                        | Palmeiras                   | A1/SP+A                     | 16+16      | 8+8        | 7+6        | 1+2        | CB              | 4               | 3               | 0               | 1               | CL                 | 10                 | 7                  | 1                  | 2                  | -            | -           | -           | -           | -           | 46     | 26     | 14     | 6      | 56,52      | Eson.       |
| Totale Palmeiras            | Totale Palmeiras            | Totale Palmeiras            | 285        | 128        | 89         | 68         |                 | 51              | 30              | 13              | 8               |                    | 81                 | 47                 | 12                 | 22                 |              | 25          | 14          | 3           | 8           | 442    | 219    | 117    | 106    | 49,55      |             |
| 2020-2021                   | Cruzeiro                    | B                           | 20         | 8          | 8          | 4          | -               | -               | -               | -               | -               | -                  | -                  | -                  | -                  | -                  | -            | -           | -           | -           | -           | 20     | 8      | 8      | 4      | 40,00      | Sub. Dimis. |
| Totale Cruzeiro             | Totale Cruzeiro             | Totale Cruzeiro             | 67         | 31         | 23         | 13         |                 | -               | -               | -               | -               |                    | 18                 | 11                 | 4                  | 3                  |              | 16          | 8           | 2           | 2           | 101    | 50     | 33     | 18     | 49,50      |             |
| 2021                        | Grêmio                      | A                           | 15         | 6          | 3          | 6          | CB              | 4               | 2               | 0               | 2               | CS                 | 2                  | 1                  | 0                  | 1                  | -            | -           | -           | -           | -           | 21     | 9      | 3      | 9      | 42,86      | Sub. Eson.  |
| Totale Gremio               | Totale Gremio               | Totale Gremio               | 284        | 131        | 74         | 79         |                 | 36              | 20              | 9               | 7               |                    | 22                 | 11                 | 7                  | 4                  |              | 23          | 6           | 7           | 10          | 365    | 168    | 97     | 100    | 46,03      |             |
| 2022                        | Athl. Paranaense            | A                           | 33         | 14         | 10         | 9          | CB              | 5               | 3               | 1               | 1               | CL                 | 9                  | 5                  | 3                  | 1                  | -            | -           | -           | -           | -           | 47     | 22     | 14     | 11     | 46,81      | Sub. 6°     |
| 2023                        | Atlético Mineiro            | A                           | 28         | 14         | 6          | 8          | -               | -               | -               | -               | -               | CL                 | 3                  | 0                  | 2                  | 1                  | -            | -           | -           | -           | -           | 31     | 14     | 8      | 9      | 45,16      | Sub. 3°     |
| 2024                        | Atlético Mineiro            | MG                          | 10         | 5          | 2          | 3          | -               | -               | -               | -               | -               | -                  | -                  | -                  | -                  | -                  | -            | -           | -           | -           | -           | 10     | 5      | 2      | 3      | 50,00      | Resc. cons. |
| Totale Atletico Mineiro     | Totale Atletico Mineiro     | Totale Atletico Mineiro     | 38         | 19         | 8          | 11         |                 | -               | -               | -               | -               |                    | 3                  | 0                  | 2                  | 1                  |              | -           | -           | -           | -           | 41     | 19     | 10     | 12     | 46,34      |             |
| Totale carriera             | Totale carriera             | Totale carriera             | 1163       | 551        | 336        | 276        |                 | 146             | 86              | 37              | 23              |                    | 172                | 91                 | 40                 | 41                 |              | 69          | 31          | 16          | 22          | 1 550  | 759    | 429    | 362    | 48,97      |             |

#### Nazionale brasiliana (1º mandato)
| Squadra | Naz                | dal            | al            | Record | Record | Record | Record | Record | Record | Record | Record     |
| Squadra | Naz                | dal            | al            | G      | V      | N      | P      | GF     | GS     | DR     | % Vittorie |
| ------- | ------------------ | -------------- | ------------- | ------ | ------ | ------ | ------ | ------ | ------ | ------ | ---------- |
| Brasile | Brasile (bandiera) | 11 giugno 2001 | 9 agosto 2002 | 24     | 18     | 1      | 5      | 56     | 16     | +40    | 75,00      |

#### Nazionale brasiliana nel dettaglio
| 2001                      | Brasile                   | Qual. Mondiali 2002       | 3º nel gruppo sudamericano CONMEBOL', qualificato | 6  | 3  | 0 | 3 | 50,00   | 9  | 6  | +3  |
| Giu.2001                  | Brasile                   | Copa América 2001         | Quarti di finale                                  | 4  | 2  | 0 | 2 | 50,00   | 5  | 4  | +1  |
| Giu. 2002                 | Brasile                   | Mondiali 2002             | Vincitore                                         | 7  | 7  | 0 | 0 | 100,00& | 18 | 4  | +14 |
| Dal 2001 al 2002          | Brasile                   | Amichevoli                |                                                   | 7  | 6  | 1 | 0 | 85,71   | 24 | 2  | +22 |
| Totale Brasile 1º Mandato | Totale Brasile 1º Mandato | Totale Brasile 1º Mandato | Totale Brasile 1º Mandato                         | 24 | 18 | 1 | 5 | 75,00   | 56 | 16 | +40 |

#### Panchine da commissario tecnico della nazionale brasiliana (1º mandato)
| Cronologia completa delle presenze e delle reti in nazionale ― Brasile | Cronologia completa delle presenze e delle reti in nazionale ― Brasile | Cronologia completa delle presenze e delle reti in nazionale ― Brasile | Cronologia completa delle presenze e delle reti in nazionale ― Brasile | Cronologia completa delle presenze e delle reti in nazionale ― Brasile | Cronologia completa delle presenze e delle reti in nazionale ― Brasile | Cronologia completa delle presenze e delle reti in nazionale ― Brasile | Cronologia completa delle presenze e delle reti in nazionale ― Brasile |
| Data                                                                   | Città                                                                  | In casa                                                                | Risultato                                                              | Ospiti                                                                 | Competizione                                                           | Reti                                                                   | Note                                                                   |
| ---------------------------------------------------------------------- | ---------------------------------------------------------------------- | ---------------------------------------------------------------------- | ---------------------------------------------------------------------- | ---------------------------------------------------------------------- | ---------------------------------------------------------------------- | ---------------------------------------------------------------------- | ---------------------------------------------------------------------- |
| 1-7-2001                                                               | Montevideo                                                             | Uruguay                                                                | 1 – 0                                                                  | Brasile                                                                | Qual. Mondiali 2002                                                    | -                                                                      | Cap: Romário                                                           |
| 13-7-2001                                                              | Santiago de Cali                                                       | Messico                                                                | 1 – 0                                                                  | Brasile                                                                | Coppa America 2001 - 1º turno                                          | -                                                                      | Cap: Emerson                                                           |
| 15-7-2001                                                              | Santiago de Cali                                                       | Brasile                                                                | 2 – 0                                                                  | Perù                                                                   | Coppa America 2001 - 1º turno                                          | Guilherme Alves Denílson                                               | Cap: Emerson                                                           |
| 19-7-2001                                                              | Santiago de Cali                                                       | Brasile                                                                | 3 – 1                                                                  | Paraguay                                                               | Coppa America 2001 - 1º turno                                          | Alex Juliano Belletti Denílson                                         | Cap: Emerson                                                           |
| 24-7-2001                                                              | Manizales                                                              | Honduras                                                               | 2 – 0                                                                  | Brasile                                                                | Coppa America 2001 - Quarti di finale                                  | -                                                                      | Cap: Emerson                                                           |
| 9-8-2001                                                               | Curitiba                                                               | Brasile                                                                | 5 – 0                                                                  | Panama                                                                 | Amichevole                                                             | Edílson (rig.) Alex Euller Juninho Paulista Roberto Carlos             | Cap: Leonardo                                                          |
| 15-8-2001                                                              | Porto Alegre                                                           | Brasile                                                                | 2 – 0                                                                  | Paraguay                                                               | Qual. Mondiali 2002                                                    | Marcelinho Paraíba Rivaldo                                             | Cap: R.Junior                                                          |
| 6-9-2001                                                               | Buenos Aires                                                           | Argentina                                                              | 2 – 1                                                                  | Brasile                                                                | Qual. Mondiali 2002                                                    | autorete                                                               | Cap: R.Junior                                                          |
| 7-10-2001                                                              | Curitiba                                                               | Brasile                                                                | 2 – 0                                                                  | Cile                                                                   | Qual. Mondiali 2002                                                    | Edílson Rivaldo                                                        | Cap: Emerson                                                           |
| 7-11-2001                                                              | La Paz                                                                 | Bolivia                                                                | 3 – 1                                                                  | Brasile                                                                | Qual. Mondiali 2002                                                    | Edílson                                                                | Cap: Emerson                                                           |
| 15-11-2001                                                             | São Luis                                                               | Brasile                                                                | 3 – 0                                                                  | Venezuela                                                              | Qual. Mondiali 2002                                                    | 2 Luizão Rivaldo                                                       | Cap: Emerson                                                           |
| 31-1-2002                                                              | Goiânia                                                                | Brasile                                                                | 6 – 0                                                                  | Bolivia                                                                | Amichevole                                                             | Cris 2 Gilberto Silva Kléberson Washington Polga                       | Cap: Polga                                                             |
| 6-2-2002                                                               | Riad                                                                   | Arabia Saudita                                                         | 0 – 1                                                                  | Brasile                                                                | Amichevole                                                             | Djalminha                                                              | Cap: Polga                                                             |
| 8-3-2002                                                               | Cuiabá                                                                 | Brasile                                                                | 6 – 1                                                                  | Islanda                                                                | Amichevole                                                             | 2 Polga Kléberson Gilberto Silva Kaká Edílson                          | Cap: Polga                                                             |
| 27-3-2002                                                              | Fortaleza                                                              | Brasile                                                                | 1 – 0                                                                  | Jugoslavia                                                             | Amichevole                                                             | Luizão                                                                 | Cap: Emerson                                                           |
| 17-4-2002                                                              | Lisbona                                                                | Portogallo                                                             | 1 – 1                                                                  | Brasile                                                                | Amichevole                                                             | Ronaldinho (rig.)                                                      | Cap: Emerson                                                           |
| 25-5-2002                                                              | Kuala Lumpur                                                           | Malaysia                                                               | 0 – 4                                                                  | Brasile                                                                | Amichevole                                                             | Ronaldo Juninho Paulista Denílson Edílson                              | Cap: Emerson                                                           |
| 3-6-2002                                                               | Ulsan                                                                  | Brasile                                                                | 2 – 1                                                                  | Turchia                                                                | Mondiali 2002 - 1º turno                                               | Ronaldo Rivaldo (rig.)                                                 | Cap: Cafu                                                              |
| 8-6-2002                                                               | Seogwipo                                                               | Brasile                                                                | 4 – 0                                                                  | Cina                                                                   | Mondiali 2002 - 1º turno                                               | Roberto Carlos Rivaldo Ronaldinho (rig.) Ronaldo                       | Cap: Cafu                                                              |
| 13-6-2002                                                              | Suwon                                                                  | Costa Rica                                                             | 2 – 5                                                                  | Brasile                                                                | Mondiali 2002 - 1º turno                                               | 2 Ronaldo Edmílson Rivaldo Junior                                      | Cap: Cafu                                                              |
| 17-6-2002                                                              | Kōbe                                                                   | Brasile                                                                | 2 – 0                                                                  | Belgio                                                                 | Mondiali 2002 - Ottavi di finale                                       | Rivaldo Ronaldo                                                        | Cap: Cafu                                                              |
| 21-6-2002                                                              | Shizuoka                                                               | Inghilterra                                                            | 1 – 2                                                                  | Brasile                                                                | Mondiali 2002 - Quarti di finale                                       | Rivaldo Ronaldinho                                                     | Cap: Cafu                                                              |
| 26-6-2002                                                              | Saitama                                                                | Brasile                                                                | 1 – 0                                                                  | Turchia                                                                | Mondiali 2002 - Semifinale                                             | Ronaldo                                                                | Cap: Cafu                                                              |
| 30-6-2002                                                              | Yokohama                                                               | Germania                                                               | 0 – 2                                                                  | Brasile                                                                | Mondiali 2002 - Finale                                                 | 2 Ronaldo                                                              | Cap: Cafu 5º titolo mondiale                                           |
| Totale                                                                 |                                                                        | Presenze                                                               | 24                                                                     |                                                                        | Reti                                                                   | 56                                                                     |                                                                        |

#### Nazionale portoghese
| Squadra    | Naz                   | dal              | al             | Record | Record | Record | Record | Record | Record | Record | Record     |
| Squadra    | Naz                   | dal              | al             | G      | V      | N      | P      | GF     | GS     | DR     | % Vittorie |
| ---------- | --------------------- | ---------------- | -------------- | ------ | ------ | ------ | ------ | ------ | ------ | ------ | ---------- |
| Portogallo | Portogallo (bandiera) | 28 novembre 2002 | 30 giugno 2008 | 74     | 44     | 16     | 14     | 153    | 68     | +85    | 59,46      |

#### Panchine da commissario tecnico della nazionale portoghese
| Cronologia completa delle presenze e delle reti in nazionale ― Portogallo | Cronologia completa delle presenze e delle reti in nazionale ― Portogallo | Cronologia completa delle presenze e delle reti in nazionale ― Portogallo | Cronologia completa delle presenze e delle reti in nazionale ― Portogallo | Cronologia completa delle presenze e delle reti in nazionale ― Portogallo | Cronologia completa delle presenze e delle reti in nazionale ― Portogallo | Cronologia completa delle presenze e delle reti in nazionale ― Portogallo | Cronologia completa delle presenze e delle reti in nazionale ― Portogallo |
| Data                                                                      | Città                                                                     | In casa                                                                   | Risultato                                                                 | Ospiti                                                                    | Competizione                                                              | Reti                                                                      | Note                                                                      |
| ------------------------------------------------------------------------- | ------------------------------------------------------------------------- | ------------------------------------------------------------------------- | ------------------------------------------------------------------------- | ------------------------------------------------------------------------- | ------------------------------------------------------------------------- | ------------------------------------------------------------------------- | ------------------------------------------------------------------------- |
| 12-2-2003                                                                 | Genova                                                                    | Italia                                                                    | 1 – 0                                                                     | Portogallo                                                                | Amichevole                                                                | -                                                                         | Cap: F.Couto                                                              |
| 29-3-2003                                                                 | Porto                                                                     | Portogallo                                                                | 2 – 1                                                                     | Brasile                                                                   | Amichevole                                                                | Pauleta Deco                                                              | Cap: F.Couto                                                              |
| 2-4-2003                                                                  | Losanna                                                                   | Macedonia                                                                 | 0 – 1                                                                     | Portogallo                                                                | Amichevole                                                                | Luis Figo                                                                 | Cap: F.Couto                                                              |
| 30-4-2003                                                                 | Eindhoven                                                                 | Paesi Bassi                                                               | 1 – 1                                                                     | Portogallo                                                                | Amichevole                                                                | Simão                                                                     | Cap: F.Couto                                                              |
| 6-6-2003                                                                  | Braga                                                                     | Portogallo                                                                | 0 – 0                                                                     | Paraguay                                                                  | Amichevole                                                                | -                                                                         | Cap: F.Couto                                                              |
| 10-6-2003                                                                 | Oeiras                                                                    | Portogallo                                                                | 4 – 0                                                                     | Bolivia                                                                   | Amichevole                                                                | Jorge Andrade Fernando Couto 2 Helder Postiga                             | Cap: F.Couto                                                              |
| 20-8-2003                                                                 | Chaves                                                                    | Portogallo                                                                | 1 – 0                                                                     | Kazakistan                                                                | Amichevole                                                                | Simão                                                                     | Cap: F.Couto                                                              |
| 6-9-2003                                                                  | Guimarães                                                                 | Portogallo                                                                | 0 – 3                                                                     | Spagna                                                                    | Amichevole                                                                | -                                                                         | Cap: F.Couto                                                              |
| 10-9-2003                                                                 | Oslo                                                                      | Norvegia                                                                  | 0 – 1                                                                     | Portogallo                                                                | Amichevole                                                                | Pauleta                                                                   | Cap: F.Couto                                                              |
| 10-10-2003                                                                | Lisbona                                                                   | Portogallo                                                                | 5 – 3                                                                     | Albania                                                                   | Amichevole                                                                | Luis Figo Simão Manuel Rui Costa Pauleta Miguel                           | Cap: F.Couto                                                              |
| 15-11-2003                                                                | Aveiro                                                                    | Portogallo                                                                | 1 – 1                                                                     | Grecia                                                                    | Amichevole                                                                | Pauleta                                                                   | Cap: F.Couto                                                              |
| 19-11-2003                                                                | Leiria                                                                    | Portogallo                                                                | 8 – 0                                                                     | Kuwait                                                                    | Amichevole                                                                | 4 Pauleta Luis Figo 3 Nuno Gomes                                          | Cap: F.Couto                                                              |
| 18-2-2004                                                                 | Faro                                                                      | Portogallo                                                                | 1 – 1                                                                     | Inghilterra                                                               | Amichevole                                                                | Pauleta                                                                   | Cap: L.Figo                                                               |
| 31-3-2004                                                                 | Braga                                                                     | Portogallo                                                                | 1 – 2                                                                     | Italia                                                                    | Amichevole                                                                | Nuno Valente                                                              | Cap: F.Couto                                                              |
| 28-4-2004                                                                 | Coimbra                                                                   | Portogallo                                                                | 2 – 2                                                                     | Svezia                                                                    | Amichevole                                                                | Pauleta Nuno Gomes                                                        | Cap: F.Couto                                                              |
| 29-5-2004                                                                 | Águeda                                                                    | Portogallo                                                                | 3 – 0                                                                     | Lussemburgo                                                               | Amichevole                                                                | Luis Figo Nuno Gomes Manuel Rui Costa                                     | Cap: F.Couto                                                              |
| 5-6-2004                                                                  | Setubal                                                                   | Portogallo                                                                | 4 – 1                                                                     | Lituania                                                                  | Amichevole                                                                | Fernando Couto Pauleta Nuno Gomes Helder Postiga                          | Cap: F.Couto                                                              |
| 12-6-2004                                                                 | Porto                                                                     | Portogallo                                                                | 1 – 2                                                                     | Grecia                                                                    | Euro 2004 - 1º turno                                                      | Cristiano Ronaldo                                                         | Cap: F.Couto                                                              |
| 16-6-2004                                                                 | Lisbona                                                                   | Russia                                                                    | 0 – 2                                                                     | Portogallo                                                                | Euro 2004 - 1º turno                                                      | Maniche Manuel Rui Costa                                                  | Cap: L.Figo                                                               |
| 20-6-2004                                                                 | Lisbona                                                                   | Spagna                                                                    | 0 – 1                                                                     | Portogallo                                                                | Euro 2004 - 1º turno                                                      | Nuno Gomes                                                                | Cap: L.Figo                                                               |
| 24-6-2004                                                                 | Lisbona                                                                   | Portogallo                                                                | 2 – 2 dts (6 - 5 dtr)                                                     | Inghilterra                                                               | Euro 2004 - Quarti di finale                                              | Helder Postiga Manuel Rui Costa                                           | Cap: L.Figo                                                               |
| 30-6-2004                                                                 | Lisbona                                                                   | Portogallo                                                                | 2 – 1                                                                     | Paesi Bassi                                                               | Euro 2004 - Semifinale                                                    | Cristiano Ronaldo Maniche                                                 | Cap: L.Figo                                                               |
| 4-7-2004                                                                  | Lisbona                                                                   | Portogallo                                                                | 0 – 1                                                                     | Grecia                                                                    | Euro 2004 - Finale                                                        | -                                                                         | Cap: L.Figo                                                               |
| 4-9-2004                                                                  | Riga                                                                      | Lettonia                                                                  | 0 – 2                                                                     | Portogallo                                                                | Qual. Mondiali 2006                                                       | Cristiano Ronaldo Pauleta                                                 | Cap: Pauleta                                                              |
| 8-9-2004                                                                  | Leiria                                                                    | Portogallo                                                                | 4 – 0                                                                     | Estonia                                                                   | Qual. Mondiali 2006                                                       | Cristiano Ronaldo 2 Helder Postiga Pauleta                                | Cap: Costinha                                                             |
| 9-10-2004                                                                 | Vaduz                                                                     | Liechtenstein                                                             | 2 – 2                                                                     | Portogallo                                                                | Qual. Mondiali 2006                                                       | Pauleta autorete                                                          | Cap: Pauleta                                                              |
| 13-10-2004                                                                | Lisbona                                                                   | Portogallo                                                                | 7 – 1                                                                     | Russia                                                                    | Qual. Mondiali 2006                                                       | Pauleta 2 Cristiano Ronaldo Deco Simão 2 Petit                            | Cap: Pauleta                                                              |
| 17-11-2004                                                                | Lussemburgo                                                               | Lussemburgo                                                               | 0 – 5                                                                     | Portogallo                                                                | Qual. Mondiali 2006                                                       | autorete Cristiano Ronaldo Maniche 2 Pauleta 1 (rig.)                     | Cap: Pauleta                                                              |
| 9-2-2005                                                                  | Dublino                                                                   | Irlanda                                                                   | 1 – 0                                                                     | Portogallo                                                                | Amichevole                                                                | -                                                                         | Cap: Pauleta                                                              |
| 26-3-2005                                                                 | Barcellona                                                                | Portogallo                                                                | 4 – 1                                                                     | Canada                                                                    | Amichevole                                                                | Manuel Fernandes Pauleta Helder Postiga Nuno Gomes                        | Cap: Pauleta                                                              |
| 30-3-2005                                                                 | Bratislava                                                                | Slovacchia                                                                | 1 – 1                                                                     | Portogallo                                                                | Qual. Mondiali 2006                                                       | Helder Postiga                                                            | Cap: Costinha                                                             |
| 4-6-2005                                                                  | Lisbona                                                                   | Portogallo                                                                | 2 – 0                                                                     | Slovacchia                                                                | Qual. Mondiali 2006                                                       | Fernando Meira Cristiano Ronaldo                                          | Cap: L.Figo                                                               |
| 8-6-2005                                                                  | Tallinn                                                                   | Estonia                                                                   | 0 – 1                                                                     | Portogallo                                                                | Qual. Mondiali 2006                                                       | Cristiano Ronaldo                                                         | Cap: L.Figo                                                               |
| 17-8-2005                                                                 | Ponta Delgada                                                             | Portogallo                                                                | 2 – 0                                                                     | Egitto                                                                    | Amichevole                                                                | Fernando Meira Helder Postiga                                             | Cap: Pauleta                                                              |
| 3-9-2005                                                                  | Faro                                                                      | Portogallo                                                                | 6 – 0                                                                     | Lussemburgo                                                               | Qual. Mondiali 2006                                                       | Jorge Andrade Ricardo Carvalho 2 Pauleta 2 Simão                          | Cap: L.Figo                                                               |
| 7-9-2005                                                                  | Mosca                                                                     | Russia                                                                    | 0 – 0                                                                     | Portogallo                                                                | Qual. Mondiali 2006                                                       | -                                                                         | Cap: L.Figo                                                               |
| 8-10-2005                                                                 | Aveiro                                                                    | Portogallo                                                                | 2 – 1                                                                     | Liechtenstein                                                             | Qual. Mondiali 2006                                                       | Pauleta Nuno Gomes                                                        | Cap: L.Figo                                                               |
| 12-10-2005                                                                | Porto                                                                     | Portogallo                                                                | 3 – 0                                                                     | Lettonia                                                                  | Qual. Mondiali 2006                                                       | 2 Pauleta Hugo Viana                                                      | Cap: L.Figo                                                               |
| 12-11-2005                                                                | Coimbra                                                                   | Portogallo                                                                | 2 – 0                                                                     | Croazia                                                                   | Amichevole                                                                | Pauleta Petit                                                             | Cap: Pauleta                                                              |
| 15-11-2005                                                                | Belfast                                                                   | Irlanda del Nord                                                          | 1 – 1                                                                     | Portogallo                                                                | Amichevole                                                                | autorete                                                                  | Cap: Costinha                                                             |
| 1-3-2006                                                                  | Düsseldorf                                                                | Portogallo                                                                | 3 – 0                                                                     | Arabia Saudita                                                            | Amichevole                                                                | 2 Cristiano Ronaldo Maniche                                               | Cap: Costinha                                                             |
| 27-6-2006                                                                 | Évora                                                                     | Portogallo                                                                | 4 – 1                                                                     | Capo Verde                                                                | Amichevole                                                                | 3 Pauleta Petit                                                           | Cap: L.Figo                                                               |
| 3-6-2006                                                                  | Metz                                                                      | Portogallo                                                                | 3 – 0                                                                     | Lussemburgo                                                               | Amichevole                                                                | 2 Simão Luis Figo                                                         | Cap: L.Figo                                                               |
| 11-6-2006                                                                 | Colonia                                                                   | Angola                                                                    | 0 – 1                                                                     | Portogallo                                                                | Mondiali 2006 - 1º turno                                                  | Pauleta                                                                   | Cap: L.Figo                                                               |
| 17-6-2006                                                                 | Francoforte                                                               | Portogallo                                                                | 2 – 0                                                                     | Iran                                                                      | Mondiali 2006 - 1º turno                                                  | Deco Cristiano Ronaldo (rig.)                                             | Cap: L.Figo                                                               |
| 21-6-2006                                                                 | Gelsenkirchen                                                             | Portogallo                                                                | 2 – 1                                                                     | Messico                                                                   | Mondiali 2006 - 1º turno                                                  | Maniche Simão (rig.)                                                      | Cap: L.Figo                                                               |
| 26-6-2006                                                                 | Norimberga                                                                | Portogallo                                                                | 1 – 0                                                                     | Paesi Bassi                                                               | Mondiali 2006 - Ottavi di finale                                          | Maniche                                                                   | Cap: L.Figo                                                               |
| 1-7-2006                                                                  | Gelsenkirchen                                                             | Inghilterra                                                               | 0 – 0 dts (1 - 3 dtr)                                                     | Portogallo                                                                | Mondiali 2006 - Quarti di finale                                          | -                                                                         | Cap: L.Figo                                                               |
| 5-7-2006                                                                  | Monaco di Baviera                                                         | Portogallo                                                                | 0 – 1                                                                     | Francia                                                                   | Mondiali 2006 - Semifinale                                                | -                                                                         | Cap: L.Figo                                                               |
| 8-7-2006                                                                  | Stoccarda                                                                 | Germania                                                                  | 3 – 1                                                                     | Portogallo                                                                | Mondiali 2006 - Finale 3º-4º posto                                        | Nuno Gomes                                                                | Cap: Pauleta                                                              |
| 1-9-2006                                                                  | Brøndby                                                                   | Danimarca                                                                 | 4 – 2                                                                     | Portogallo                                                                | Amichevole                                                                | Ricardo Carvalho Nani                                                     | Cap: Costinha                                                             |
| 6-9-2006                                                                  | Helsinki                                                                  | Finlandia                                                                 | 1 – 1                                                                     | Portogallo                                                                | Qual. Euro 2008                                                           | Nuno Gomes                                                                | Cap: Costinha                                                             |
| 7-10-2006                                                                 | Porto                                                                     | Portogallo                                                                | 3 – 0                                                                     | Azerbaigian                                                               | Qual. Euro 2008                                                           | Ricardo Carvalho 2 Cristiano Ronaldo                                      | Cap: Costinha                                                             |
| 11-10-2006                                                                | Cracovia                                                                  | Polonia                                                                   | 2 – 1                                                                     | Portogallo                                                                | Qual. Euro 2008                                                           | Nuno Gomes                                                                | Cap: Costinha                                                             |
| 15-11-2006                                                                | Coimbra                                                                   | Portogallo                                                                | 3 – 0                                                                     | Kazakistan                                                                | Qual. Euro 2008                                                           | 2 Simão Cristiano Ronaldo                                                 | Cap: Deco                                                                 |
| 6-2-2007                                                                  | Londra                                                                    | Brasile                                                                   | 0 – 2                                                                     | Portogallo                                                                | Amichevole                                                                | Simão Ricardo Carvalho                                                    | Cap: C.Ronaldo                                                            |
| 24-3-2007                                                                 | Lisbona                                                                   | Portogallo                                                                | 4 – 0                                                                     | Belgio                                                                    | Qual. Euro 2008                                                           | Nuno Gomes 2 Cristiano Ronaldo Ricardo Quaresma                           | Cap: J.Andrade                                                            |
| 28-3-2007                                                                 | Belgrado                                                                  | Serbia                                                                    | 1 – 1                                                                     | Portogallo                                                                | Qual. Euro 2008                                                           | Tiago Mendes                                                              | Cap: J.Andrade                                                            |
| 2-6-2007                                                                  | Bruxelles                                                                 | Belgio                                                                    | 1 – 2                                                                     | Portogallo                                                                | Qual. Euro 2008                                                           | Nani Helder Postiga                                                       | Cap: J.Andrade                                                            |
| 5-6-2007                                                                  | Madinat al-Kuwait                                                         | Kuwait                                                                    | 1 – 1                                                                     | Portogallo                                                                | Amichevole                                                                | João Tomás                                                                | Cap: Deco                                                                 |
| 22-8-2007                                                                 | Erevan                                                                    | Armenia                                                                   | 1 – 1                                                                     | Portogallo                                                                | Qual. Euro 2008                                                           | Cristiano Ronaldo                                                         | Cap: J.Andrade                                                            |
| 8-9-2007                                                                  | Lisbona                                                                   | Portogallo                                                                | 2 – 2                                                                     | Polonia                                                                   | Qual. Euro 2008                                                           | Maniche Cristiano Ronaldo                                                 | Cap: N.Gomes                                                              |
| 12-9-2007                                                                 | Lisbona                                                                   | Portogallo                                                                | 1 – 1                                                                     | Serbia                                                                    | Qual. Euro 2008                                                           | Simão                                                                     | Cap: N.Gomes                                                              |
| 13-10-2007                                                                | Baku                                                                      | Azerbaigian                                                               | 0 – 2                                                                     | Portogallo                                                                | Qual. Euro 2008                                                           | Bruno Alves Hugo Almeida                                                  | Cap: C.Ronaldo                                                            |
| 17-10-2007                                                                | Almaty                                                                    | Kazakistan                                                                | 1 – 2                                                                     | Portogallo                                                                | Qual. Euro 2008                                                           | Ariza Makukula Cristiano Ronaldo                                          | Cap: C.Ronaldo                                                            |
| 17-11-2007                                                                | Leiria                                                                    | Portogallo                                                                | 1 – 0                                                                     | Armenia                                                                   | Qual. Euro 2008                                                           | Hugo Almeida                                                              | Cap: C.Ronaldo                                                            |
| 21-11-2007                                                                | Porto                                                                     | Portogallo                                                                | 0 – 0                                                                     | Finlandia                                                                 | Qual. Euro 2008                                                           | -                                                                         | Cap: N.Gomes                                                              |
| 6-2-2008                                                                  | Zurigo                                                                    | Italia                                                                    | 3 – 1                                                                     | Portogallo                                                                | Amichevole                                                                | Ricardo Quaresma                                                          | Cap: C.Ronaldo                                                            |
| 26-3-2008                                                                 | Düsseldorf                                                                | Portogallo                                                                | 1 – 2                                                                     | Grecia                                                                    | Amichevole                                                                | Nuno Gomes                                                                | Cap: N.Gomes                                                              |
| 31-5-2008                                                                 | Viseu                                                                     | Portogallo                                                                | 2 – 0                                                                     | Georgia                                                                   | Amichevole                                                                | Joao Moutinho Simão (rig.)                                                | Cap: N.Gomes                                                              |
| 7-6-2008                                                                  | Ginevra                                                                   | Portogallo                                                                | 2 – 0                                                                     | Turchia                                                                   | Euro 2008 - 1º turno                                                      | Pepe Raul Meireles                                                        | Cap: N.Gomes                                                              |
| 11-6-2008                                                                 | Ginevra                                                                   | Rep. Ceca                                                                 | 1 – 3                                                                     | Portogallo                                                                | Euro 2008 - 1º turno                                                      | Deco Cristiano Ronaldo Ricardo Quaresma                                   | Cap: N.Gomes                                                              |
| 15-6-2008                                                                 | Basilea                                                                   | Svizzera                                                                  | 2 – 0                                                                     | Portogallo                                                                | Euro 2008 - 1º turno                                                      | -                                                                         | Cap: F.Meira                                                              |
| 19-6-2008                                                                 | Basilea                                                                   | Portogallo                                                                | 2 – 3                                                                     | Germania                                                                  | Euro 2008 - Quarti di finale                                              | Nuno Gomes Helder Postiga                                                 | Cap: N.Gomes                                                              |
| Totale                                                                    |                                                                           | Presenze                                                                  | 74                                                                        |                                                                           | Reti                                                                      | 153                                                                       |                                                                           |

#### Nazionale brasiliana (2º mandato)
| Squadra | Naz                | dal              | al             | Record | Record | Record | Record | Record | Record | Record | Record     |
| Squadra | Naz                | dal              | al             | G      | V      | N      | P      | GF     | GS     | DR     | % Vittorie |
| ------- | ------------------ | ---------------- | -------------- | ------ | ------ | ------ | ------ | ------ | ------ | ------ | ---------- |
| Brasile | Brasile (bandiera) | 28 novembre 2012 | 14 luglio 2014 | 29     | 20     | 5      | 4      | 73     | 31     | +42    | 68,97      |

#### Nazionale brasiliana del 2º mandato nel dettaglio
| Giu.-Lug. 2013            | Brasile                   | Confederations Cup 2013   | Vincitore                 | 5  | 5  | 0 | 0 | 100,00& | 14 | 3  | +11 |
| Giu.-Lug. 2014            | Brasile                   | Mondiali 2014             | 4º                        | 7  | 3  | 2 | 2 | 42,86   | 11 | 14 | -3  |
| Dal 2013 al 2014          | Brasile                   | Amichevoli                |                           | 17 | 12 | 3 | 2 | 70,59   | 48 | 14 | +34 |
| Totale Brasile 2º Mandato | Totale Brasile 2º Mandato | Totale Brasile 2º Mandato | Totale Brasile 2º Mandato | 29 | 20 | 5 | 4 | 68,97   | 73 | 31 | +42 |

#### Panchine da commissario tecnico della nazionale brasiliana (2º mandato)
| Cronologia completa delle presenze e delle reti in nazionale ― Brasile | Cronologia completa delle presenze e delle reti in nazionale ― Brasile | Cronologia completa delle presenze e delle reti in nazionale ― Brasile | Cronologia completa delle presenze e delle reti in nazionale ― Brasile | Cronologia completa delle presenze e delle reti in nazionale ― Brasile | Cronologia completa delle presenze e delle reti in nazionale ― Brasile | Cronologia completa delle presenze e delle reti in nazionale ― Brasile | Cronologia completa delle presenze e delle reti in nazionale ― Brasile |
| Data                                                                   | Città                                                                  | In casa                                                                | Risultato                                                              | Ospiti                                                                 | Competizione                                                           | Reti                                                                   | Note                                                                   |
| ---------------------------------------------------------------------- | ---------------------------------------------------------------------- | ---------------------------------------------------------------------- | ---------------------------------------------------------------------- | ---------------------------------------------------------------------- | ---------------------------------------------------------------------- | ---------------------------------------------------------------------- | ---------------------------------------------------------------------- |
| 6-2-2013                                                               | Londra                                                                 | Inghilterra                                                            | 2 – 1                                                                  | Brasile                                                                | Amichevole                                                             | Fred                                                                   | Cap: D.Luiz                                                            |
| 21-3-2013                                                              | Ginevra                                                                | Italia                                                                 | 2 – 2                                                                  | Brasile                                                                | Amichevole                                                             | Fred Oscar                                                             | Cap: D.Luiz                                                            |
| 25-3-2013                                                              | Londra                                                                 | Russia                                                                 | 1 – 1                                                                  | Brasile                                                                | Amichevole                                                             | Fred                                                                   | Cap: T.Silva                                                           |
| 6-4-2013                                                               | Santa Cruz de la Sierra                                                | Bolivia                                                                | 0 – 4                                                                  | Brasile                                                                | Amichevole                                                             | Leandro Damião 2 Neymar Leandro                                        | Cap: Ronaldinho                                                        |
| 25-4-2013                                                              | Belo Horizonte                                                         | Brasile                                                                | 2 – 2                                                                  | Cile                                                                   | Amichevole                                                             | Réver Neymar                                                           | Cap: Ronaldinho                                                        |
| 2-6-2013                                                               | Rio de Janeiro                                                         | Brasile                                                                | 2 – 2                                                                  | Inghilterra                                                            | Amichevole                                                             | Fred Paulinho                                                          | Cap: T.Silva                                                           |
| 9-6-2013                                                               | Porto Alegre                                                           | Brasile                                                                | 3 – 0                                                                  | Francia                                                                | Amichevole                                                             | Oscar Hernanes Lucas Moura                                             | Cap: T.Silva                                                           |
| 15-6-2013                                                              | Brasilia                                                               | Brasile                                                                | 3 – 0                                                                  | Giappone                                                               | Conf. Cup 2013 - 1º turno                                              | Neymar Paulinho Jô                                                     | Cap: T.Silva                                                           |
| 19-6-2013                                                              | Fortaleza                                                              | Brasile                                                                | 2 – 0                                                                  | Messico                                                                | Conf. Cup 2013 - 1º turno                                              | Neymar Jô                                                              | Cap: T.Silva                                                           |
| 22-6-2013                                                              | Salvador de Bahia                                                      | Italia                                                                 | 2 – 4                                                                  | Brasile                                                                | Conf. Cup 2013 - 1º turno                                              | Dante Neymar 2 Fred                                                    | Cap: T.Silva                                                           |
| 26-6-2013                                                              | Belo Horizonte                                                         | Brasile                                                                | 2 – 1                                                                  | Uruguay                                                                | Conf. Cup 2013 - Semifinale                                            | Fred Paulinho                                                          | Cap: T.Silva                                                           |
| 1-7-2013                                                               | Rio de Janeiro                                                         | Brasile                                                                | 3 – 0                                                                  | Spagna                                                                 | Conf. Cup 2013 - Finale                                                | 2 Fred Neymar                                                          | Cap: T.Silva                                                           |
| 14-8-2013                                                              | Basilea                                                                | Svizzera                                                               | 1 – 0                                                                  | Brasile                                                                | Amichevole                                                             | -                                                                      | Cap: T.Silva                                                           |
| 7-9-2013                                                               | Brasilia                                                               | Brasile                                                                | 6 – 0                                                                  | Australia                                                              | Amichevole                                                             | 2 Neymar Ramires Alexandre Pato Luiz Gustavo                           | Cap: T.Silva                                                           |
| 11-9-2013                                                              | Foxborough                                                             | Brasile                                                                | 3 – 1                                                                  | Portogallo                                                             | Amichevole                                                             | Thiago Silva Neymar Jô                                                 | Cap: T.Silva                                                           |
| 12-10-2013                                                             | Seul                                                                   | Corea del Sud                                                          | 0 – 2                                                                  | Brasile                                                                | Amichevole                                                             | Neymar Oscar                                                           | Cap: D.Luiz                                                            |
| 15-10-2013                                                             | Pechino                                                                | Brasile                                                                | 2 – 0                                                                  | Zambia                                                                 | Amichevole                                                             | Oscar Dedé                                                             | Cap: D.Luiz                                                            |
| 17-11-2013                                                             | East Rutherford                                                        | Honduras                                                               | 0 – 5                                                                  | Brasile                                                                | Amichevole                                                             | Bernard Dante Maicon Willian Hulk                                      | Cap: D.Luiz                                                            |
| 20-11-2013                                                             | Toronto                                                                | Brasile                                                                | 2 – 1                                                                  | Cile                                                                   | Amichevole                                                             | Hulk Robinho                                                           | Cap: T.Silva                                                           |
| 5-3-2014                                                               | Johannesburg                                                           | Sudafrica                                                              | 0 – 5                                                                  | Brasile                                                                | Amichevole                                                             | Oscar 3 Neymar Fernandinho                                             | Cap: T.Silva                                                           |
| 3-6-2014                                                               | Goiânia                                                                | Brasile                                                                | 4 – 0                                                                  | Panama                                                                 | Amichevole                                                             | Neymar Dani Alves Hulk Oscar                                           | Cap: D.Luiz                                                            |
| 6-6-2014                                                               | Sao Paolo                                                              | Brasile                                                                | 1 – 0                                                                  | Serbia                                                                 | Amichevole                                                             | Fred                                                                   | Cap: T.Silva                                                           |
| 12-6-2014                                                              | Sao Paolo                                                              | Brasile                                                                | 3 – 1                                                                  | Croazia                                                                | Mondiali 2014 - 1º turno                                               | 2 Neymar 1 (rig.) Oscar                                                | Cap: T.Silva                                                           |
| 17-6-2014                                                              | Fortaleza                                                              | Brasile                                                                | 0 – 0                                                                  | Messico                                                                | Mondiali 2014 - 1º turno                                               | -                                                                      | Cap: T.Silva                                                           |
| 23-6-2014                                                              | Brasilia                                                               | Camerun                                                                | 1 – 4                                                                  | Brasile                                                                | Mondiali 2014 - 1º turno                                               | 2 Neymar Fred Fernandinho                                              | Cap: T.Silva                                                           |
| 28-6-2014                                                              | Belo Horizonte                                                         | Brasile                                                                | 1 – 1 dts (3 - 2 dtr)                                                  | Cile                                                                   | Mondiali 2014 - Ottavi di finale                                       | David Luiz                                                             | Cap: T.Silva                                                           |
| 4-7-2014                                                               | Fortaleza                                                              | Brasile                                                                | 2 – 1                                                                  | Colombia                                                               | Mondiali 2014 - Quarti di finale                                       | Thiago Silva David Luiz                                                | Cap: T.Silva                                                           |
| 8-7-2014                                                               | Belo Horizonte                                                         | Brasile                                                                | 1 – 7                                                                  | Germania                                                               | Mondiali 2014 - Semifinale                                             | Oscar                                                                  | Cap: D.Luiz                                                            |
| 12-7-2014                                                              | Brasilia                                                               | Brasile                                                                | 0 – 3                                                                  | Paesi Bassi                                                            | Mondiali 2014 - Finale 3º-4º posto                                     | -                                                                      | Cap: T.Silva                                                           |
| Totale                                                                 |                                                                        | Presenze                                                               | 29                                                                     |                                                                        | Reti                                                                   | 73                                                                     |                                                                        |

## Palmarès

### Allenatore

#### Club

##### Competizioni statali
- Campionato Alagoano: 1

CSA: 1982
- Campionato Gaúcho: 3

Grêmio: 1987, 1995, 1996

##### Competizioni interstatali
- Torneo Rio-San Paolo: 1

Palmeiras: 2000
- Coppa Sul-Minas: 1

Cruzeiro: 2001

##### Competizioni nazionali
- Kuwait Emir Cup: 1

Al Qadisiya: 1989
- Campionato kuwaitiano: 1

Al-Qadisiya: 1991-1992
- Coppa del Brasile: 4

Criciúma: 1991
Grêmio: 1994
Palmeiras: 1998, 2012
- Campionato brasiliano: 2

Grêmio: 1996
Palmeiras: 2018
- Campionato uzbeko: 1

Bunyodkor: 2009
- Campionato cinese: 3

Guangzhou Evergrande: 2015, 2016, 2017
- Coppa della Cina: 1

Guangzhou Evergrande: 2016
- Supercoppa di Cina: 2

Guangzhou Evergrande: 2016, 2017

##### Competizioni internazionali
- Coppa Libertadores: 2

Grêmio: 1995
Palmeiras: 1999
- Recopa Sudamericana: 1

Grêmio: 1996
- Coppa Mercosur: 1

Palmeiras: 1998
- AFC Champions League: 1

Guangzhou Evergrande: 2015

#### Nazionale
- Coppa delle Nazioni del Golfo: 1

Kuwait: 1990
- Campionato mondiale: 1

Brasile: Corea del Sud-Giappone 2002
- Confederations Cup: 1

Brasile: Brasile 2013

#### Individuale
- Allenatore sudamericano dell'anno: 2

1999, 2002